# Museu Ferroviário de Sorocaba
O Museu Ferroviário de Sorocaba ou Museu da Estrada de Ferro Sorocabana situa-se na região central de Sorocaba, na Praça Mateus Maylasky, entre a Rua Dr. Álvaro Soares e a Avenida Afonso Vergueiro, próximo à estação ferroviária de Sorocaba.
A casa foi construída em 1910, com a finalidade de abrigar engenheiros e supervisores da Estrada de Ferro Sorocabana. De estilo arquitetônico inglês, é toda erigida de tijolos e cal. Os tijolos foram confeccionados pelos funcionários da Cia Sorocabana, já as telhas são originalmente francesas, vindas de Marselha.
Localizada no Jardim  Matheus Maylasky, em homenagem ao fundador da Estrada de Ferro Sorocabana, a casa é composta de 11 cômodos, todos ocupados com objetos pertencentes à memória da Ferrovia Sorocabana. As obras de restauro tiveram início em maio de 1997.
Seus 09 cômodos, localizados no pavimento superior, possuem pé direito de 4,5 metros, enquanto o porão possui pé direito de 2,5 metros. Os pisos dos cômodos das salas e quartos apresentam tábua corrida tipo “macho-fêmea” de 15 centímetros, e rodapé de tábua de 20 centímetros, em madeira de peroba rosa.A casa apresenta batentes de portas e janelas nas dimensões originais da época, sendo para portas 1,10 x 2,30 metros e para as janelas, em estilo português, medindo 1,20 x 2,30 metros, todos em madeira peroba rosa, trabalhados em forma de frisos horizontais, sendo todos os batentes de portas de folhas duplas e bandeira.O telhado com madeiramento também em peroba rosa, construído com tesouras, cumeeira e espigões, e os forros em madeira cedro do tipo “macho-fêmea”.
Em 1997 foi inaugurado em suas dependências o Museu Ferroviário de Sorocaba, que possui um acervo muito rico para a cidade e região. Faz parte do conjunto de imóveis tombados pelo CONDEPHAAT em 2016, junto com a Estação Ferroviária, Oficinas da Sorocabana, Chalé Francês e Palacete Scarpa.
Fonte: IAB – Núcleo Regional Sorocaba.